# جاده ای۱۲۱ (انگلستان)
جاده ای۱۲۱ (به انگلیسی: A121 road) یکی از جاده‌های کشور انگلستان است.
این جاده از شهرک والتهام کراس در شهرستان هرتفوردشر شروع و در ناحیه وودفورد ولس در شهرستان لندن به پایان می‌رسد، طول این جاده ۱۶٫۱ کیلومتر است.